# 鄭度 (三國)
鄭度（？年—？年），廣漢郡綿竹縣人。曾為劉璋麾下的益州從事。

## 生平
劉備攻陷雒城後，劉璋聚眾商議，鄭度曾獻策說：「劉備雖然成功奪取城池，但其所率的兵力及輜重不多，軍糧所倚的都是野穀。我們可以驅使巴西及梓潼的人民於涪水以西安頓，然後燒毀糧倉及野穀並閉門不戰。曠持日久下，他們自然會撤兵，我們再乘虛追擊，即可擒住劉備。」
劉備聽說此堅壁清野之計策後感到憤怒驚恐並立即前往詢問法正，但法正則對劉備說 ：「此策必然不會被劉璋所接受，根本不用擔心。」
最後，劉璋果然如法正所說的那樣，並告訴下屬們說：「我只聽說過拒敵以安民，未曾聽過動民以避敵。」於是罷免了鄭度，亦不使用他的計策。

## 評價
常璩：「鄭度進規，忠謀莫受。雖云天時，抑由人咎。」